# 트위크넘 스타디움
트위크넘 스타디움(Twickenham Stadium)은 1907년 완공되어 1909년 운영을 시작한 영국 런던 트위크넘의 럭비 경기장이다. 럭비 풋볼 유니온(The RFU)의 사무국이 여기에 있고, 잉글랜드 럭비 대표팀의 홈구장으로써 잉글랜드 럭비의 중심이다. 아비바 프리미어십, 앵글로 웰시 컵, 하이네켄 컵, 미들섹스 세븐스 등이 열린다. 럭비 유니온 경기장으로 주로 사용되지만, 럭비 리그 챌린지컵 그랜드 파이널이 열린 적도 있다.
수용 인원은 82,000 석으로 영국에서는 웸블리에 이어 두 번째로 크며, 유럽에서는 네번째로 큰 규모의 스포츠 경기 시설이다.